# Microcephalops kurseongiensis
Microcephalops kurseongiensis är en tvåvingeart som först beskrevs av Kapoor, Grewal och Sharma 1987.  Microcephalops kurseongiensis ingår i släktet Microcephalops och familjen ögonflugor. Inga underarter finns listade i Catalogue of Life.